# Dedek Mraz že gre
Dedek Mraz že gre je pesem, ki jo je napisala Svetlana Makarovič. Izšla je leta 1982 v Lutkovnem gledališču Ljubljana, ilustriral jo je Marijan Amalietti.

## Vsebina
Avtorica skozi pesem predstavlja enega izmed svetih mož, in sicer Dedka Mraza ter izraža tradicijo njegovega praznika, ki je značilna za našo kulturo. Spodbuja konstruktivno vedenje in vrednote posameznika ter je kritična do neprimernega vedenja. Poudarja pomembnost izmišljenega lika Dedka Mraza, predvsem za otroke, in njihovo radost ob njegovemu prihodu.

## Analiza
V pesmi Dedek Mraz že gre je avtorica predstavila Dedka Mraza in njegov pomen za otroke. Pesem je zgrajena iz štirinajst kitic, kitica pa iz dvanajst verzov. Avtorica je uporabila različne retorične figure:  iteracije (Pa vsakršne igrače!; Pa sanke!; Pa copatke!), vzkliki (kdor je sirov z živalmi, ničesar ne dobi!; Le komu je do spanja!; Morda dobimo žogo!), ukrasni pridevki (pravljični tišini: večni sneg; začarani odmev), personifikacije (Ko pa prikima zima; ko sonce le od daleč premraženo mežika; Visoka skalna gora, ki pod nebo kipi).